# 科貝爾 (加利福尼亞州索諾馬縣)
科貝爾（英語：Korbel）是位於美國加利福尼亞州索諾馬縣的一個非建制地區。該地的面積和人口皆未知。

## 地理
科貝爾的座標為38°30′28″N 122°57′52″W / 38.50778°N 122.96444°W，而該地的平均海拔高度為28米（即92英尺）。